# 35 Korpuśny Oddział Lotniczy
35 Korpuśny Oddział Lotniczy – jednostka lotnictwa wojskowego Imperium Rosyjskiego .
Sformowany w styczniu 1915.
Miejsce stacjonowania:
- Odessa lotnisko Wielka Fontanna;
- Żmerynka;
- Suchostaw;
- Jabłonów (obwód iwanofrankiwski);
- Lipkany;
- Monasterżeska;
- kolonia Jelenow;
- Jeziorno;
- Mikulińce;
- Sołomna[1] .

Wchodził w skład:
- 11 Dywizjon Lotniczy;
- 6 Dywizjon Lotniczy[1] .